# بيريزايكا (تفير)
بيريزايكا (بالروسية: Березайка) (1947-2005. - مستوطنة حضرية) هي مدينة في مقاطعة تفير أوبلاست في روسيا في منطقة بولوغوفسكي .
يبلغ عدد سكانها حوالي 2416 نسمة.د

## اقتصاد
تتوفر المدينة على :

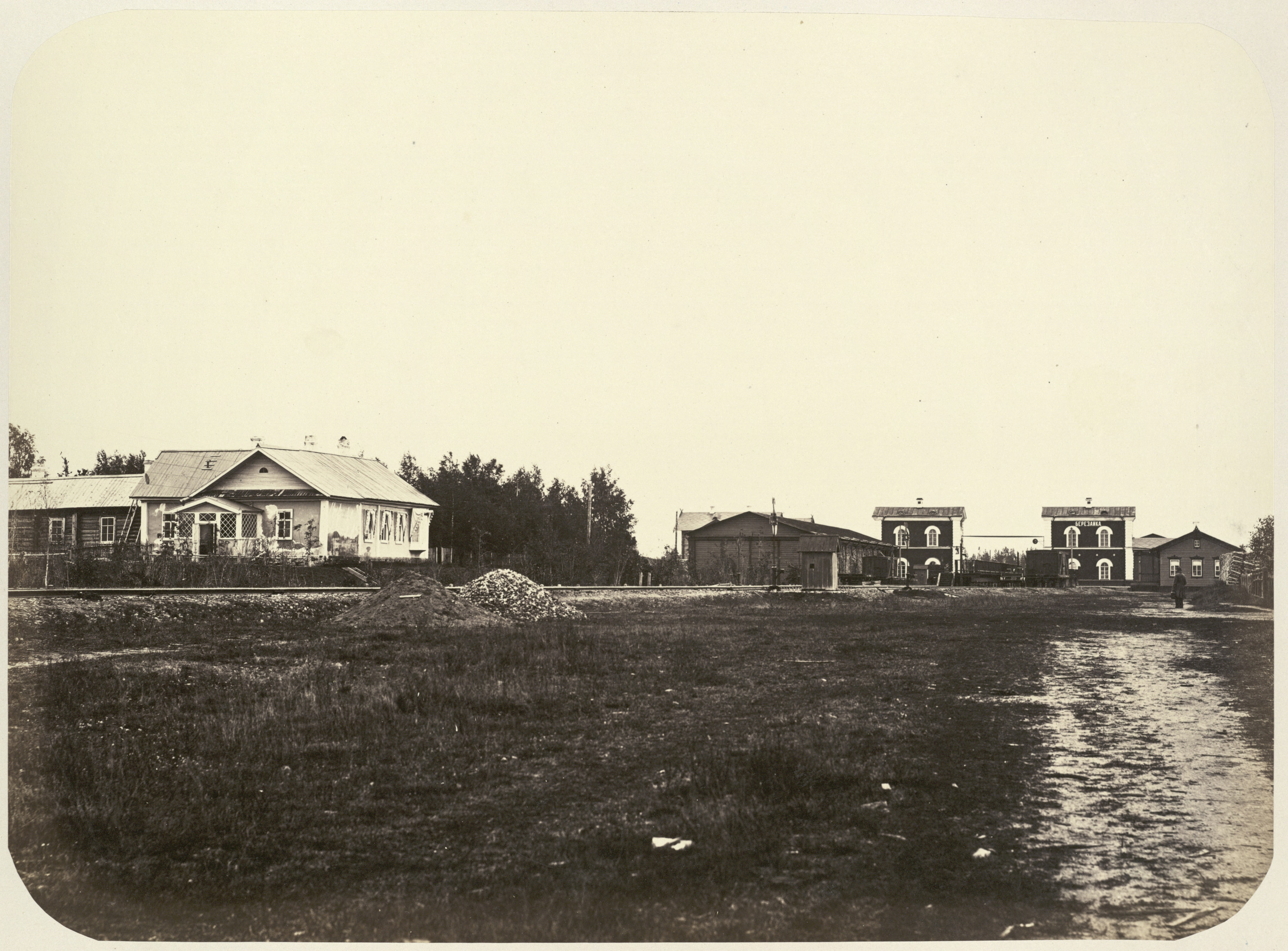

- مصنع الزجاج الذي يحمل اسم Lunacharsky "(تم إيقاف المصنع في عام 2013 وأعيد افتتاحه في عام 2019)
- مصنع البيتومين ،
- محطة سكة حديد
- حوالي 14 متجرا
- 2 صيدليات
- ورشة لتصليح السيارات

## التاريخ
نشأت في منتصف القرن التاسع عشر كمستوطنة أثناء بناء جسر السكك الحديدية لسكة حديد نيكولاييف عبر نهر بيريزيكا (ومن هنا جاءت تسميتها). في ذلك الوقت ، كانت هذه المنطقة جزءًا من مقاطعة نوفغورود ، مقاطعة فالداي . منذ عام 1947 أصبحت مستوطنة حضرية داخل منطقة كالينين .